# 1 razlog
1 razlog je drugi album hrvatske pjevačice Lane Jurčević koji sadrži 10 pjesama.

## Pjesme
1. Prava ljubav (duet s Lukom Nižetićem) - HRF 2006.
2. Najbolja glumica - Na Dori 2006.
3. Jedan razlog
4. Kao prah
5. Otkad te nema - Na Zadarfestu 2005.
6. Kradljivica srca
7. Zlato moje
8. Ovo nije istina
9. Prava istina - Na Dori 2004.
10. Odlaziš - Na HRF-u 2004.